# David S. Taylor
David Scott Taylor (* 1958 in Charlotte, North Carolina) ist ein US-amerikanischer Manager.

## Leben
Taylor studierte an der Duke University Elektrotechnik. Nach dem Abschluss seines Studiums 1980 erhielt er eine Anstellung im Konzern Procter & Gamble. In diesem Unternehmen ist er seit über 35 Jahren tätig. Von November 2015 bis November 2021 war er als Nachfolger von Alan G. Lafley Präsident und CEO des US-amerikanischen Konzerns Procter & Gamble. In diesen beiden Ämtern folgte ihm ab dem 1. November Jon R. Moeller.